# Winx Club 3D – Das magische Abenteuer
Winx Club 3D – Das magische Abenteuer (Winx Club 3D – Magica avventura) ist ein italienischer Animationsfilm von Iginio Straffi basierend auf dem Winx Club und ist die zweite Kinoproduktion der Franchise nach Winx Club – Das Geheimnis des verlorenen Königreichs.

## Inhalt
Der Film setzt nach den Ereignissen der vierten Staffel der Serie Winx Club an. Bloom, nun als Prinzessin von Domino anerkannt, lebt gemeinsam mit ihren Eltern Oritel und Marion im königlichen Palast. Während sie sich an ihr neues Leben gewöhnt, denkt sie häufig an ihre Zeit in Alfea und vermisst ihre Freundinnen. Bei einem Staatsbankett soll Bloom Sky offiziell als ihren Verlobten vorstellen. Doch politische Spannungen zwischen den Königreichen Domino und Eraklyon, insbesondere zwischen Skys Vater Erendor und Blooms Familie, belasten die Situation. Sky wird von seinem Vater gezwungen, Bloom nicht öffentlich seine Liebe zu gestehen, was zu einem Konflikt zwischen dem Paar führt.
Zur gleichen Zeit gelingt es den drei Hexenschwestern Icy, Darcy und Stormy – bekannt als die Trix –, die Geister der Urahnenhexen zu befreien, die einst die Magische Dimension ins Chaos stürzen wollten. Gemeinsam reisen sie nach Downland, wo sie den Baum des Lebens manipulieren, um die Balance zwischen Gut und Böse zu stören. Dadurch werden die Kräfte der Feen geschwächt, während die dunkle Magie zunimmt. Die Trix erlangen durch den Einfluss der Urahnenhexen noch mächtigere Fähigkeiten.
Bloom kehrt mit den Winx-Freundinnen – Stella, Flora, Musa, Tecna und Layla – zurück nach Alfea, wo sie versuchen, die wachsende Dunkelheit zu bekämpfen. Mithilfe von Faragonda und den anderen Lehrerinnen erfahren sie von der Bedrohung durch den Baum des Lebens. Um die magische Balance wiederherzustellen, müssen die Winx das Herz des Baumes erreichen und die positive Energie neu entfachen.
Die Mission führt die Winx in gefährliche Regionen der Magischen Dimension. Sie stellen sich den Trix in einem epischen Kampf, verlieren aber zunächst ihre Kräfte. In einem Akt der Selbstaufopferung bringt Bloom ihre innere Lichtenergie zum Vorschein, die eine Rückverbindung zur magischen Quelle herstellt. Ihre Energie inspiriert die anderen Feen, ihre Kräfte durch den Glauben an Freundschaft, Liebe und Harmonie wiederzuerlangen.
Gemeinsam gelingt es den Winx, die Urahnenhexen zurück in ihre Gefängnisse zu verbannen und die Trix zu besiegen. Der Baum des Lebens wird wieder ins Gleichgewicht gebracht, und das Licht kehrt in die Magische Dimension zurück.
Am Ende des Films versöhnen sich Bloom und Sky. Er widersetzt sich dem Willen seines Vaters und macht Bloom einen öffentlichen Heiratsantrag, den sie freudig annimmt. Die Winx feiern ihren Sieg und die Rückkehr des Friedens – vorerst.

## Produktion und Veröffentlichung
Der Film wurde von Rainbow S.p.A., der Produktionsfirma von Iginio Straffi, produziert. Die Animation erfolgte vollständig in 3D. Die Musik stammt von Paolo Baglio, 
und Stefano Carrara.
Die Premiere fand am 29. Oktober 2010 in Italien statt. In Deutschland kam der 5. Mai 2011 in den Kinos.

## Synchronisation
| Rolle    | Darsteller          | Synchronsprecher     |
| -------- | ------------------- | -------------------- |
| Bloom    | Letizia Ciampa      | Jill Böttcher        |
| Stella   | Perla Liberatori    | Wicki Kalaitzi       |
| Flora    | Ilaria Latini       | Annika Desch         |
| Musa     | Gemma Donati        | Inken Baxmeier       |
| Tecna    | Domitilla D’Amico   | Ann Vielhaben        |
| Layla    | Laura Lenghi        | Ilona Otto           |
| Stormy   | Valeria Vidali      | Bianca Krahl         |
| Darcy    | Federica De Bortoli | Anna Carlsson        |
| Icy      | Tatiana Dessi       | Vera Teltz           |
| Lockette | Laura Lenghi        | Sandrine Mittelstädt |

## Rezeption
„Pastellfarbener Unfug, der sich als harmlos-verspielte "Kleinmädchenfantasie" gibt, dabei aber mit seinem fragwürdigen Magerwahn-Schönheitsideal und seinem reaktionär-oberflächlichen Frauenbild ein denkbar ungeeignetes Vorbild für die anvisierte Zielgruppe ist. Die kitschige Animation kann auch durch die vermeintlichen Schauwerte der 3D-Technik keinen Ausgleich für die komplette Abwesenheit eines noch so geringen pädagogischen Wertes bieten.“